# Малое Домнино
Малое Домнино — деревня в Ивняковском сельском поселении Ярославского района Ярославской области России.

## География
Деревня расположена в 26 километрах от Ярославля, при федеральной трассе Р-132 «Золотое кольцо», которая отделяет её от деревни Большое Домнино.

## История
В 2006 году деревня вошла в состав Ивняковского сельского поселения образованного в результате слияния Ивняковского и Бекреневского сельсоветов.

## Население
| 2007 | 2010 |
| ---- | ---- |
| 4    | ↘1   |

### Историческая численность населения
По состоянию на 1989 год в деревне проживало 5 человек.

### Национальный и гендерный состав
Согласно результатам переписи 2002 года, в национальной структуре населения русские составляли 100 % из 6 чел., из них 3 мужчины, 3 женщины.
Согласно результатам переписи 2010 года население составляет 1 мужчина.

## Инфраструктура
Основа экономики — личное подсобное хозяйство. По состоянию на 2021 год большинство домов используется жителями для постоянного проживания и проживания в летний период. Вода добывается жителями из личных колодцев. Имеется таксофон (около дома №2).
Почтовое отделение №150509, расположенное в деревне Дорожаево, на март 2022 года обслуживает в деревне 12 домов.

## Транспорт
Расположена в 0,5 км от автодороги Р-132 «Золотое кольцо». До центральной части деревни идёт подъездная дорога. Ближайшая остановка общественного транспорта «Домнино» находится на федеральной трассе.